# Шалоты (Аларский район)
Шалоты (бур. Шулуута) — деревня в Аларском районе Усть-Ордынского Бурятского округа Иркутской области. Входит в муниципальное образование «Иваническ».

## География
Деревня расположена в 45 км к юго-западу от районного центра, на высоте 496 м над уровнем моря.

## Внутреннее деление
Состоит из 1 улицы (Центральной).

## Происхождение названия
Название Шалоты происходит от бурятского шулуун — «камень», шулуута — «каменистый».

## Население
| 2002 | 2010 | 2011 | 2012 |
| ---- | ---- | ---- | ---- |
| 210  | ↘111 | →111 | ↘105 |